# Gforth
Gforth（じーふぉーす）は、Unix系システム、Microsoft Windows、その他のオペレーティングシステム用のForthプログラミング言語の無料で使える移植可能な実装である。Gforthの主な目標は、ANS Forth標準に準拠することである。GforthはGNUプロジェクトの一部としてのフリーソフトウェアである。

## 歴史
Gforthプロジェクトは、1992年半ばにBernd PaysanとAnton Ertlによって開始された。GforthはbigFORTHとfig-Forthに由来する。GforthはGCCを使用して、高速な直接スレッドまたは間接スレッドのForthをコンパイルする。GforthはANS FORTHに完全に準拠する。